# Пальпала (департамент)
Департамент Пальпала  (исп. Departamento de Palpala) — департамент в Аргентине в составе провинции Жужуй .
Территория — 467 км². По данным Национального института статистики и переписи населения в Аргентине на 2010 год численность жителей департамента была 52 631 человек против 48 199 человек в 2001 году, что составило рост на 9,2%. Плотность населения — 112,7 чел./км².
Административный центр — Пальпала.

## География
Департамент расположен на юге провинции Жужуй.
Департамент граничит:
- на востоке — с департаментом Сан-Педро
- на юге — с департаментом Эль-Кармен
- на юго-западе — с департаментом Сан-Антонио
- на северо-западе — с департаментом Доктор-Мануэль-Бельграно

## Административное деление
Департамент включает 1 муниципалитет:
- Пальпала

## Важнейшие населенные пункты[3]
| № | Населённый пункт | Населённый пункт (исп.) | Категория | Население чел. (2010) | На карте                        |
| - | ---------------- | ----------------------- | --------- | --------------------- | ------------------------------- |
| 1 | Пальпала         | Palpalá                 | город     | 50183                 | 24°15′27″ ю. ш. 65°12′46″ з. д. |
| 2 | Рио-Бланко       | Río Blanco              | город     | 998                   | 24°13′39″ ю. ш. 65°14′11″ з. д. |
| 3 | Сентро-Форесталь | Centro Forestal         | поселок   | 402                   | 24°13′42″ ю. ш. 65°10′39″ з. д. |
| 4 | Караунко         | Carahunco               | поселок   | 162                   | 24°18′38″ ю. ш. 65°04′56″ з. д. |
| 5 | Эль-Ремате-Чико  | El Remate Chico         | поселок   | н/д                   | 24°16′14″ ю. ш. 65°09′38″ з. д. |
| 6 | Диаманте         | Diamante                | поселок   | н/д                   | 24°17′42″ ю. ш. 65°06′48″ з. д. |